# 통영 도선리 백로와 왜가리 번식지
통영 도선리의 백로 및 왜가리 번식지는 대한민국의 천연기념물이었다.
1993년 7월을 제외하고 1980년대 이후 백로 및 왜가리를 관측한 일이 없어져, 천연기념물에서 해제되었다.